# Comité voor het vreedzame gebruik van de ruimte

Alle lidstaten van het Comité voor het vreedzame gebruik van de ruimte

Het Comité voor het vreedzame gebruik van de ruimte (Engels: Committee on the Peaceful Uses of Outer Space, ofwel COPUOS) is een comité van de Verenigde Naties dat voornamelijk als taak heeft om de internationale samenwerking op het gebied van het vreedzame gebruik van de kosmische ruimte te evalueren en te bevorderen, alsmede de rechtsvraagstukken in verband met de verkenning van de ruimte te bestuderen. Het comité werd in 1959 door de Algemene Vergadering van de Verenigde Naties opgericht om de verkenning en het gebruik van de ruimte te regelen ten behoeve van de hele mensheid; voor vrede, veiligheid en ontwikkeling.
De commissie telt momenteel 95 leden die jaarlijks in juni in het Vienna International Centre in Wenen bijeenkomen. Daarnaast vergadert het wetenschappelijk en technisch subcomité gewoonlijk in februari, en komt het juridisch subcomité normaliter in april bijeen.

## Verdragen
Het comité houdt toezicht op de uitvoering van vijf VN-verdragen en -overeenkomsten met betrekking tot activiteiten in de ruimte:
- Ruimteverdrag (1967) – Verdrag inzake de beginselen waaraan de activiteiten van Staten zijn onderworpen bij het onderzoek en gebruik van de kosmische ruimte, met inbegrip van de maan en andere hemellichamen
- Reddingsverdrag (1968) – Overeenkomst inzake de redding van ruimtevaarders, de terugkeer van ruimtevaarders en de teruggave van in de kosmische ruimte gebrachte voorwerpen
- Aansprakelijkheidsverdrag (1972) – Verdrag inzake de internationale aansprakelijkheid voor schade veroorzaakt door ruimtevoorwerpen
- Registratieverdrag (1974) – Overeenkomst inzake de registratie van in de kosmische ruimte gebrachte voorwerpen
- Maanverdrag (1979) – Overeenkomst ter regeling van de activiteiten van Staten op de maan en andere hemellichamen